# 閻望雲
閻望雲（1512年—？），字大濟，山西平陽府解州安邑縣人，軍籍，明朝政治人物。

## 生平
嘉靖十九年（1540年）庚子科山西鄉試第二十名舉人。嘉靖二十九年（1550年）中式庚戌科會試第二百七十三名，三甲第八名進士。授行人，三十三年正月选授兵科給事中，三十四年五月因疏救总督都御史张经，被廷杖五十，革职为民。隆慶初，追贈光祿寺少卿。

## 家族
曾祖閻幹；祖父閻禮；父閻宗，母張氏。具庆下。兄凌雲。